# Тимофеевский, Виктор Иванович
Виктор Иванович Тимофеевский (1842 — 1930) — первоприсутствующий сенатор 2-го департамента Правительствующего Сената, действительный тайный советник.

## Биография
Потомственный дворянин Новгородской губернии.
В 1864 году окончил физико-математический факультет Московского университета со степенью кандидата и был оставлен при университете для приготовления к профессорскому званию.
В 1867 году начал службу кандидатом на судебные должности при Тульском окружном суде и явился одним из первых деятелей по введению в действие судебной реформы Александра II. Затем последовательно занимал должности: исполняющего обязанности судебного следователя, товарища прокурора Воронежского окружного суда, прокурора Новочеркасского окружного суда, товарища прокуроров Саратовской и Петербургской судебных палат, товарища обер-прокурора 1-го департамента Правительствующего Сената и члена Консультации при Министерстве юстиции учрежденной. Совместно с С. П. Кузнецовым составил «Систематический сборник Правительствующего Сената по вопросам по ответственности лиц административного ведомства за преступления по должности (1868—1896)».
31 января 1901 года назначен сенатором Гражданского кассационного департамента, с производством в тайные советники. В 1904 году на него возложено было исправление обязанностей обер-прокурора 2-го департамента. Заведование канцелярией этого департамента в течение двух лет упорядочило и значительно ускорило его делопроизводство. В 1906 году был назначен первоприсутствующим 2-го департамента. 2 марта 1911 года пожалован в действительные тайные советники.
Кроме того, в разные годы состоял членом Совета Императорского человеколюбивого общества, товарищем председателя благотворительного общества судебного ведомства, членом общества покровительства малолетним преступникам, членом санкт-петербургского общества «Патронат», членом Санкт-Петербургского юридического общества, а также других научных и благотворительных обществ и учреждений.
В 1921 году участвовал в сборе пожертвований на части Русской армии, находившиеся в Галлиполи.
В эмиграции в Югославии. Скончался в 1930 году в Земуне. Был женат на дочери генерал-майора Вере Васильевне Стрижевской, детей не имел.

## Награды
- Орден Святого Станислава 1-й ст. (1895)
- Орден Святой Анны 1-й ст. (1899)
- Орден Святого Владимира 2-й ст. (1905)
- Орден Белого Орла (1909)
- Орден Святого Александра Невского (1914)
- знак отличия за труды по землеустройству